# Дженні Стейлі Гоуд
Дженні Стейлі Гоуд (англ. Jenny Staley Hoad; 3 березня 1934 — 14 лютого 2024) — австралійська тенісистка.
Найвищим досягненням на турнірах Великого шолома були фінали в одиночному та змішаному парному розрядах.

## Фінали турнірів Великого шлему

### Одиночний розряд: (1 поразка)
| Результат | Рік  | Турнір              | Покриття | Суперниця       | Рахунок  |
| --------- | ---- | ------------------- | -------- | --------------- | -------- |
| Поразка   | 1954 | Чемпіонат Австралії | Трава    | Телма Койн-Лонґ | 3–6, 4–6 |

### Мікст: (2 поразки)
| Результат | Рік  | Турнір              | Покриття | Партнер   | Суперник і суперниця              | Рахунок       |
| --------- | ---- | ------------------- | -------- | --------- | --------------------------------- | ------------- |
| Поразка   | 1955 | Чемпіонат Австралії | Трава    | Лью Гоуд  | Телма Койн-Лонґ Джордж Вортінгтон | 2–6, 1–6      |
| Поразка   | 1955 | Чемпіонат Франції   | Ґрунт    | Луїс Аяла | Дарлін Гард Гордон Форбс          | 7–5, 1–6, 2–6 |

## Часова шкала результатів на турнірах Великого шлему
| W | Ф | ПФ | ЧФ | #Р | КТ | К# | DNQ | A | NH |

### Одиночний розряд
| Турнір               | 1952  | 1953  | 1954  | 1955  | 1956  | 1957  | 1958–67 | 1968  | 1969–71 | 1972  | SR     |
| -------------------- | ----- | ----- | ----- | ----- | ----- | ----- | ------- | ----- | ------- | ----- | ------ |
| Чемпіонат Австралії  | 2р    | 2р    | Ф     | ПФ    |       | ЧФ    |         |       |         |       | 0 / 5  |
| Чемпіонат Франції    |       |       |       | 2р    | ЧФ    | 2р    |         |       |         |       | 0 / 3  |
| Вімблдонський турнір |       |       |       | 2р    | 2р    | 1р    |         | 2р    |         | К1р   | 0 / 4  |
| Чемпіонат США        |       |       |       |       | 2р    |       |         |       |         |       | 0 / 1  |
| Strike rate          | 0 / 1 | 0 / 1 | 0 / 1 | 0 / 3 | 0 / 3 | 0 / 3 | 0 / 0   | 0 / 1 | 0 / 0   | 0 / 0 | 0 / 13 |